# 近澤諒香
近澤 諒香（ちかざわ りょうか、2001年1月25日 - ）は、三重県出身の女子競輪選手。日本競輪選手会三重支部所属、ホームバンクは松阪競輪場。日本競輪選手養成所第118期生。師匠は萩原操（51期）。

## 経歴
中学、高校時代はソフトテニスに打ち込み、三重県大会団体準優勝、三重県大会個人ベスト8位の実績を残した。部活動引退後、知人にガールズケイリンのことを聞き興味を持ち競輪選手を志したという。
2019年1月17日、日本競輪学校（当時）第118回技能試験に合格。在校競走成績は10位（7勝）。
2020年5月15日、広島競輪場でデビューし5着で挙げた。2021年9月11日、宇都宮FII（ミッドナイト）最終日第1レース（一般）で初勝利。